# Kerlingarfjöll
Les Kerlingarfjöll, toponyme islandais signifiant en français « montagnes de la vieille dame », sont un volcan d'Islande formant un petit massif montagneux. Culminant à 1 477 mètres d'altitude au Snækollur, il se trouve dans le centre du pays, dans les Hautes Terres d'Islande. Il est accessible par la route F347 reliée à la route F35. Il était possible d'y faire du ski d'été jusqu'en 2000.
Le massif tire son nom d'une kerling, une vieille femme ou une ogresse,, qui, selon la légende, serait pétrifiée : le rocher en question domine la Gýgjarfoss, une cascade située sur le cours de la Jökullfall, au bord de la route F347, au pied des Kerlingarfjöll.
Les Kerlingarfjöll sont réputées pour leurs nombreuses possibilités de randonnées, notamment celles menant aux sources chaudes situées au cœur du massif, dans la Hveradalir, au milieu de la rhyolite, la roche aux tons rouge-orangé dont le volcan est essentiellement constitué. Ces manifestations sont les signes visibles de l'activité volcanique du massif qui se trouve sur la branche Sud-Ouest de la dorsale médio-atlantique traversant l'Islande en deux.

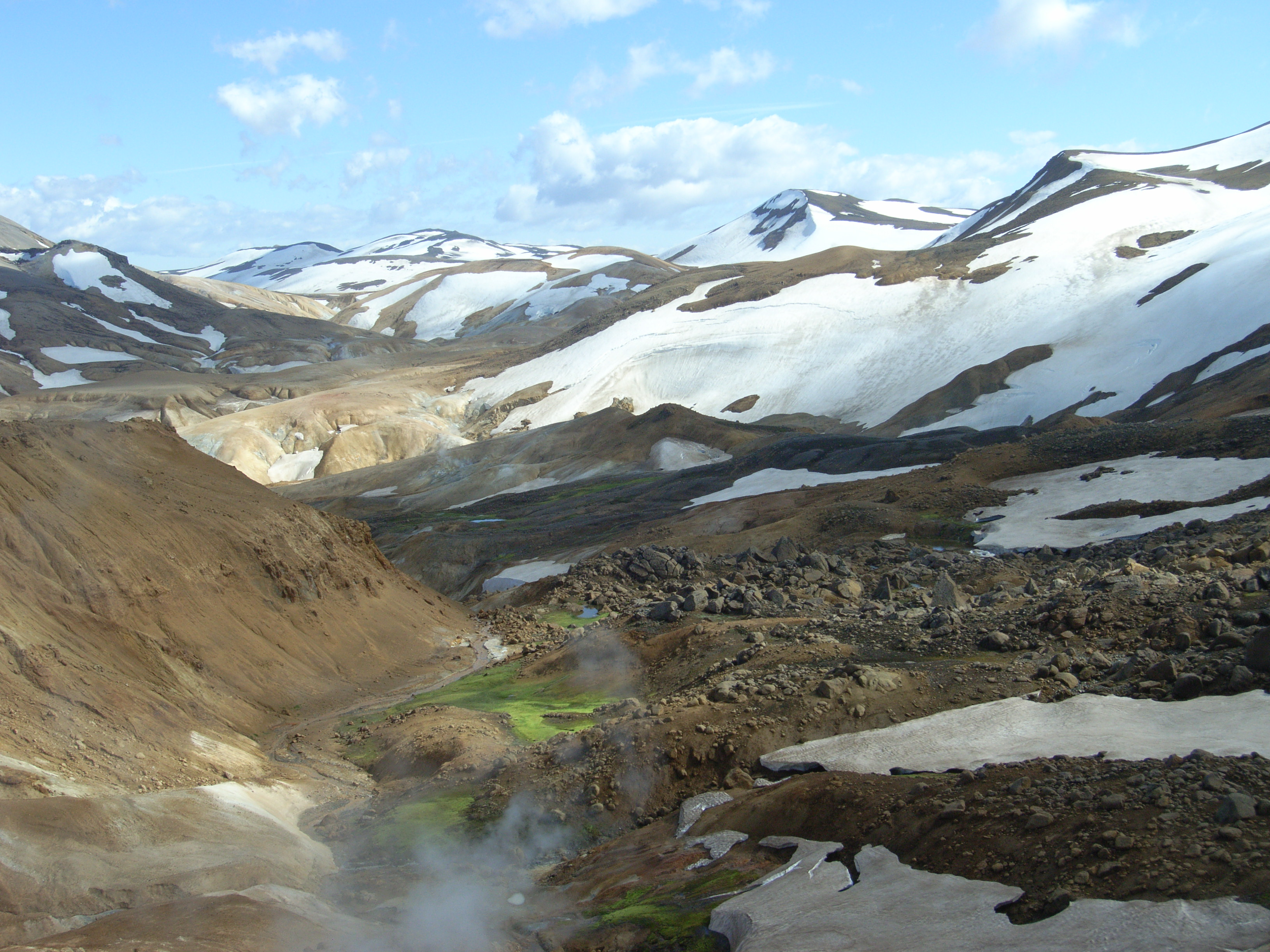
Vue de la Hveradalir où se trouvent les sources chaudes des Kerlingarfjöll.

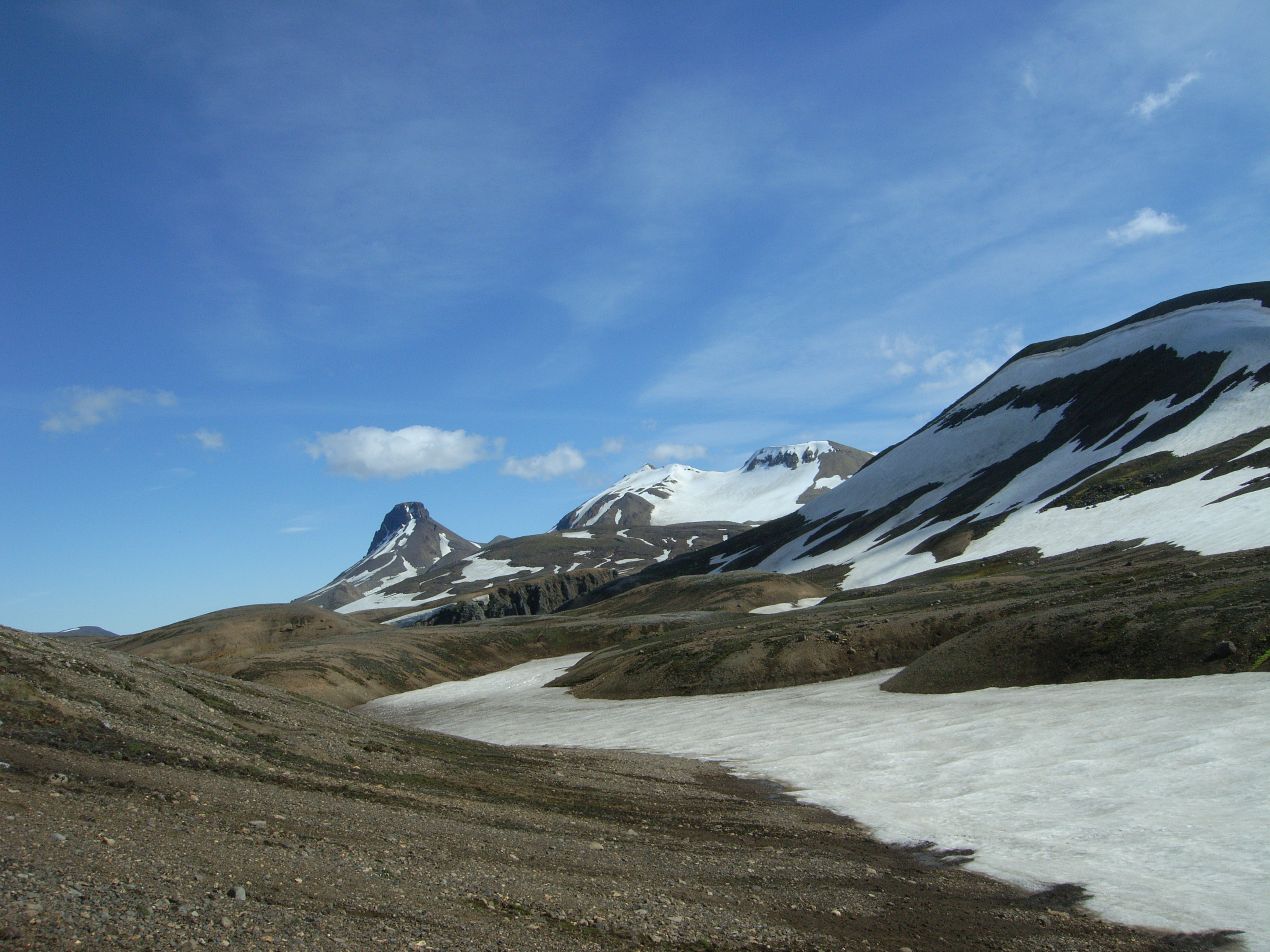
Vue du Loðmundur (à gauche), du Snækollur (au centre à gauche) et du Fannborg (au centre à droite) depuis les pentes Nord-Ouest des Kerlingarfjöll.